# Podział administracyjny Kościoła katolickiego w Pakistanie
Podział administracyjny Kościoła katolickiego w Pakistanie – w ramach Kościoła katolickiego w Pakistanie funkcjonują obecnie dwie metropolie, w których skład wchodzą dwie archidiecezje i cztery diecezje.
Jednostki administracyjne Kościoła katolickiego obrządku łacińskiego w Pakistanie:

## Metropolia Karaczi
- Archidiecezja Karaczi
  - Diecezja hajdarabadzka

## Metropolia Lahaur
- Archidiecezja Lahaur
  - Diecezja Fajsalabad
  - Diecezja Islamabad-Rawalpindi
  - Diecezja Multan